# Tina Guo
Tina Guo (Shanghai, 28 oktober 1985) is een Chinees-Amerikaans celliste. Naast haar albums is haar kenmerkende geluid ook terug te vinden als soliste bij vele internationale symfonieorkesten, waaronder het San Diego Symphony, de National Symphony Orchestra uit Mexico, de Thessaloníki State Symphony uit Griekenland, de Pretrobras Symphony uit Brazilië en de Vancouver Island Symphony. Ook speelde ze als soliste de muziek van bekende films, computerspellen, theaterproducties en commercials. In 2018 ontving ze een Classic Brit Award-nominatie in de categorie Female Artist of the Year voor haar album Game On!.

## Biografie
Guo werd in Shanghai, China geboren en kreeg op 3-jarige leeftijd pianoles. Ze ruilde het muziekinstrument in voor in viool toen ze op haar vijfde verhuisde met haar familie naar de Verenigde Staten. Op haar zevende nam ze ook cello-les. Na haar studie aan de Poway High School volgde ze de USC Thomton School of Music. Het eerste jaar verliet Guo al de USC omdat ze het steeds moeilijker vond, het spelen en studeren te combineren, ondanks felle kritiek van haar ouders.
In 2007 toerde ze met de band Metaphor door Australië. In 2008 trad ze op samen met de Foo Fighters tijdens de uitreiking van de Grammy Awards en was ze te zien op het Sundance Film Festival. In 2010 trad ze op samen met Johnny Marr en Hans Zimmer op de première van de film Inception. Tussen 2011 en 2013 toerde Guo met Cirque du Soleil de Michael Jackson: The Immortal World Tour. Ze trad op tijdens het League of Legends World Championship in de Staples Center. Samen met The Crystal Method en Wes Borland was ze te zien op het BlizzCon. Ook was ze te zien bij The Ellen DeGeneres Show en Jimmy Kimmel Live! In 2016 en 2017 was ze een van de musici op Hans Zimmers wereldtournee, waarvan de registratie "Live in Prague" verscheen eind 2017 op cd en dvd. In 2017 toerde ze ook als hoofdact om haar album Game On! te promoten, met drums van Frank Klepacki.
Een van de bekendste melodieën uit de films die Guo speelde op haar elektrische cello was onder meer de titelmuziek van Wonder Woman die verscheen op de soundtracks Batman v Superman: Dawn of Justice (2016) en Wonder Woman (2017). Andere werken waar Guo aan heeft bijgedragen zijn de soudtracks Sherlock Holmes (2009), Fast Five (2011) en Pirates of the Caribbean: Dead Men Tell No Tales (2017). Met computerspellen is ze onder meer te horen in Journey (2012), Assassin's Creed Syndicate (2015) en Shadow of the Beast (2017). In 2021 bracht ze samen met Serj Tankian het nummer Moonhearts in Space uit.

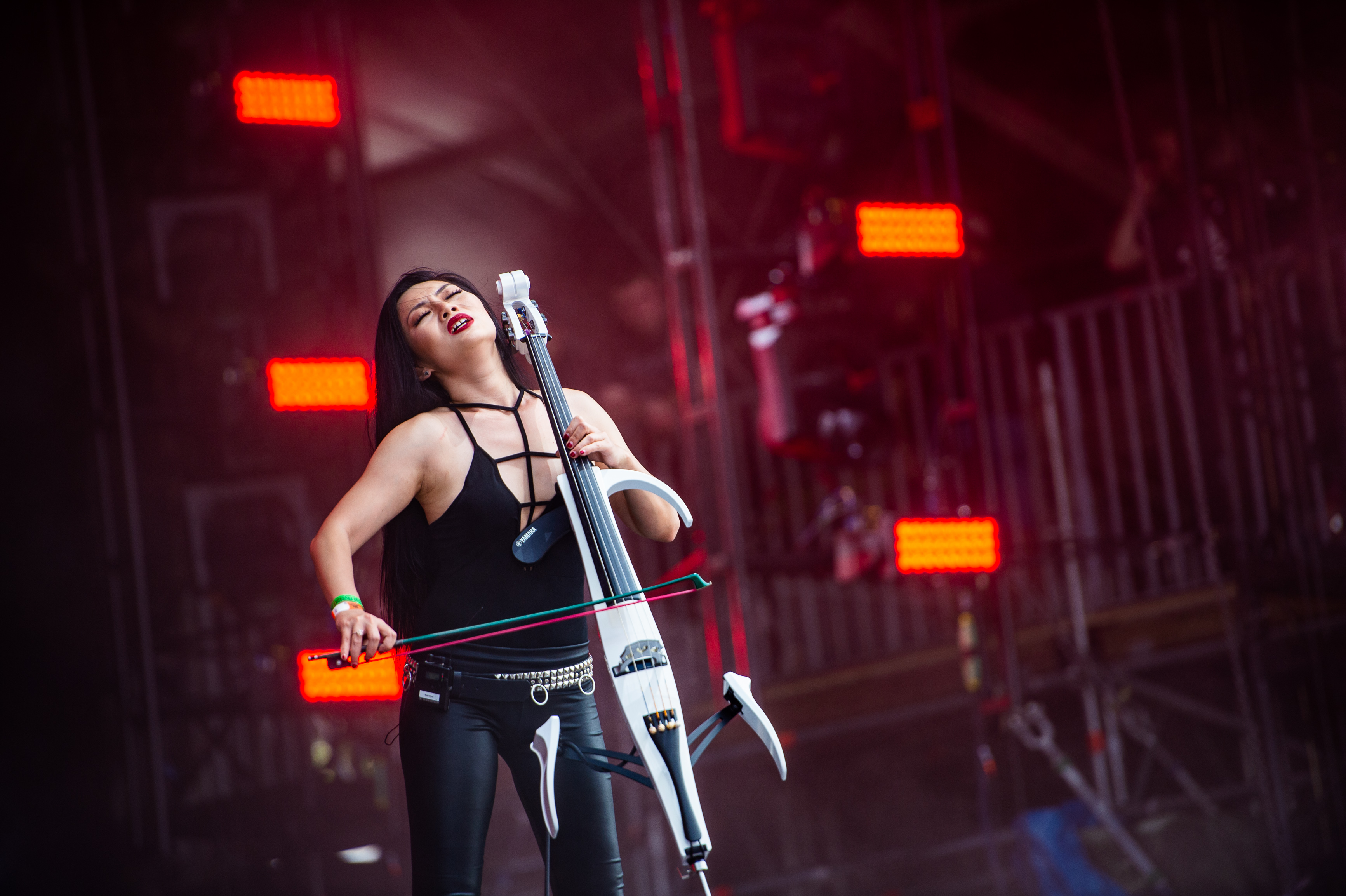
Guo treedt op met Beyond the Black op Wacken Open Air 2019.

## Discografie

### Albums
- 2011: Autumn Winds
- 2011: The Journey
- 2013: Eternity
- 2014: Ray of Light
- 2014: Tina Guo & Composers for Charity
- 2014: A Cello Christmas
- 2015: Inner Passion (met Peter Kater)
- 2015: Cello Metal
- 2016: Hollywood's Greatest Themes
- 2017: Game On!
- 2021: Dies Irae